# فریتس پیرارد

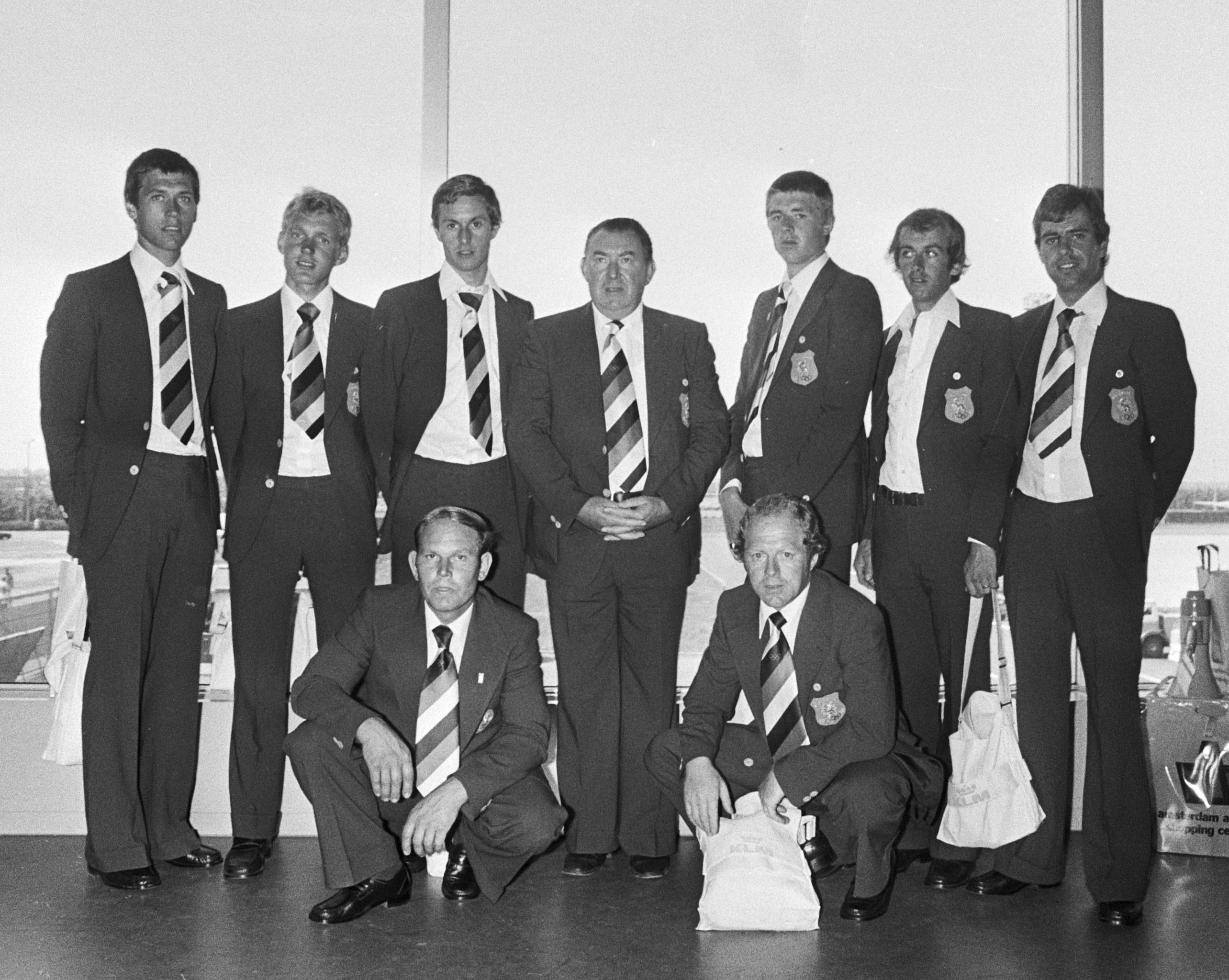
تیم دوچرخه‌سواری هلند در سال ۱۹۷۶

فریتس پیرارد (هلندی: Frits Pirard؛ زادهٔ ۸ دسامبر ۱۹۵۴) دوچرخه‌سوار اهل هلند است.
از باشگاه‌هایی که در آن رکاب زده‌است می‌توان به تیم دوچرخه‌سواری مرسیه اشاره کرد.